# Jef Andries
Jef Andries (Sint-Katelijne-Waver, 18 januari 1919 – Duffel, 26 september 2006), was een Belgisch voetballer. Hij speelde bij FC Malinois.

## Beknopte biografie
Andries groeide op in het gehucht Elzestraat in Sint-Katelijne-Waver. In de jaren 40 groeide hij uit tot een van de sterspelers van FC Malinois, alwaar hij op de rechterflank voetbalde. Met deze ploeg werd hij in de seizoenen 1942/43, 1945/46 en 1947/48 landskampioen. Hij werd daarnaast ook viermaal geselecteerd voor de Rode Duivels, hij speelde echter geen enkele interland.
Hij overleed op 87-jarige leeftijd in het ziekenhuis van Duffel.

## Palmares
| Nationaal         |    |                  |
| Belgisch kampioen | 3x | 1943, 1946, 1948 |